# Miss Languedoc
Miss Languedoc (anteriormente Miss Languedoc-Rosellón) es un concurso de belleza francés que selecciona una representante para el concurso nacional Miss Francia de los departamentos de Aude, Gard, Hérault y Lozère en la región de Languedoc-Rosellón. Hasta 2023, la organización era conocida como Miss Languedoc-Rosellón y también representaba al departamento de Pirineos Orientales, a veces a través del concurso hermano Miss Rosellón, hasta la separación del departamento en la organización independiente Miss Rosellón. La primera Miss Languedoc-Rosellón fue coronada en 1976, aunque varias mujeres han representado a la región con otros títulos.
La actual Miss Languedoc es Jade Benazech, quien fue coronada Miss Languedoc 2024 el 10 de agosto de 2024. Tres mujeres de Languedoc han sido coronadas Miss Francia:
- Madeleine Mourgues, quien fue coronada Miss Francia 1929
- Myriam Stocco, quien fue coronada Miss Francia 1971
- Alexandra Rosenfeld, quien fue coronada Miss Francia 2006, compitiendo como Miss Languedoc

## Resumen de resultados
- Miss Francia: Madeleine Mourgues (1928; Miss Languedoc-Rosellón); Myriam Stocco (1970; Miss Languedoc-Rosellón); Alexandra Rosenfeld (2005; Miss Languedoc)
- Primera finalista: Martine David (1978); Florence Dourdou (1979); Cathy Billaudeau (1985); Jenna Sylvestre (2010); Aurore Kichenin (2016; Miss Languedoc-Rosellón)
- Segunda finalista: Stéphane Bracher (1986; Miss Camargue)
- Tercera finalista: Rouja Chanon (1992; Miss Camargue)
- Cuarta finalista: Violette Pena (1968; Miss Toulouse-Languedoc); Lætitia Guirodou (1983); Florence Olivier (1989; Miss Littoral Sud); Sandra Praduroux (1992; Miss Littoral Sud); Maxime Teissier (2023)
- Quinta finalista: Laure Mazon (2003; Miss Camargue-Cévennes)
- Sexta finalista: Estelle Rouquette (2000; Miss Cévennes); Alison Cossenet (2011)
- Top 12/Top 15: Roseline Casal (1987; Miss Grande Motte); Anne-Laure Bastide (1995; Miss Cévennes); Céline Gimbert (1997); Céline Torrès (1997; Miss Camargue); Sabrina Dubois (1999; Miss Cévennes); Raphaelle Navarro (2000); Agnès Fouques (2001); Cindy Martinez (2004; Miss Camargue-Cévennes); Marie-Charlotte Méré (2005; Miss Camargue-Cévennes); Anaïs Franchini (2013); Léna Stachurski (2015); Alizée Rieu (2017; Miss Languedoc-Rosellón); Lola Brengues (2018; Miss Languedoc-Rosellón); Marion Ratié (2021; Miss Languedoc-Rosellón); Cameron Vallière (2022)

## Galería

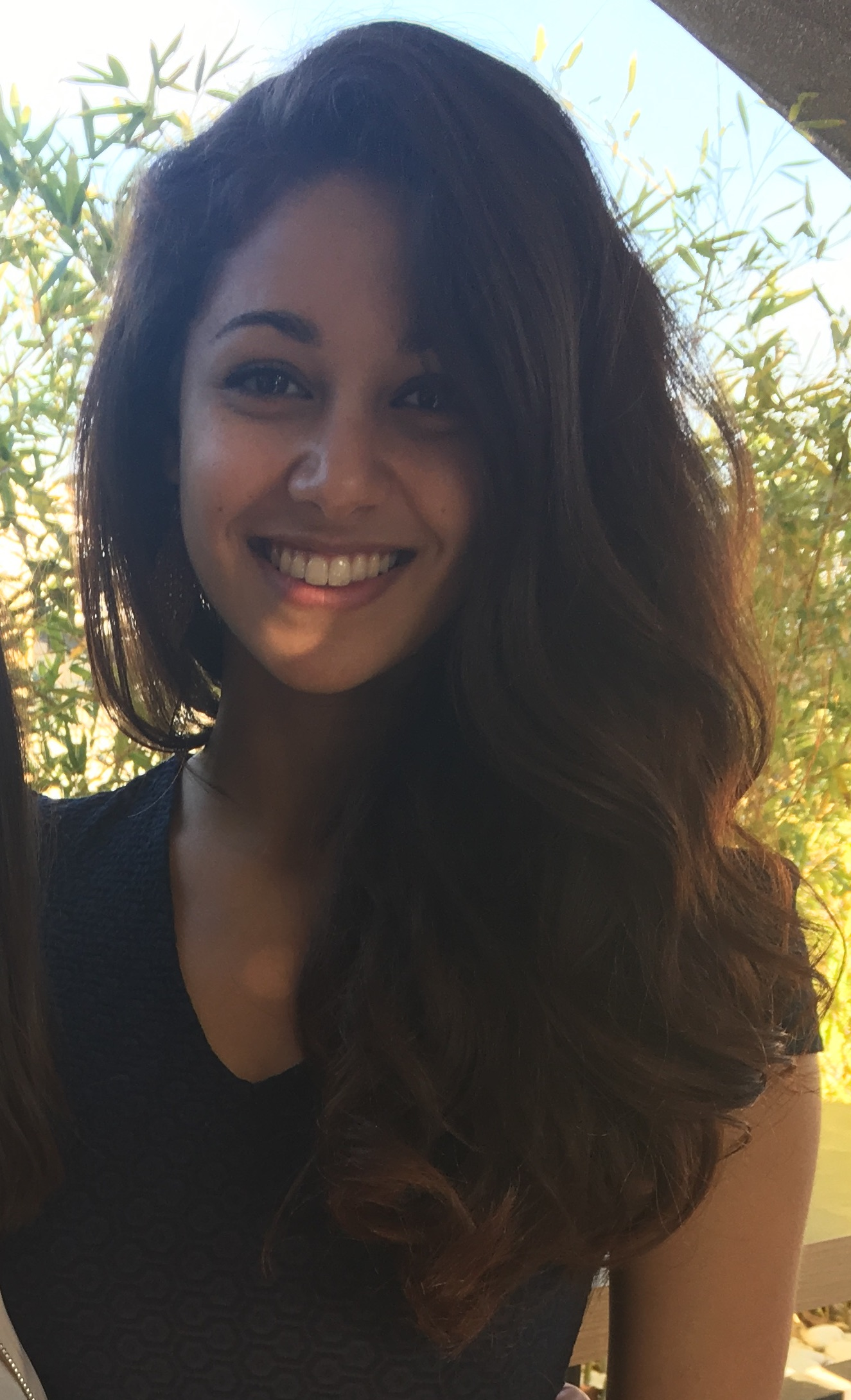
Miss Languedoc-Rosellón 2016 Aurore Kichenin
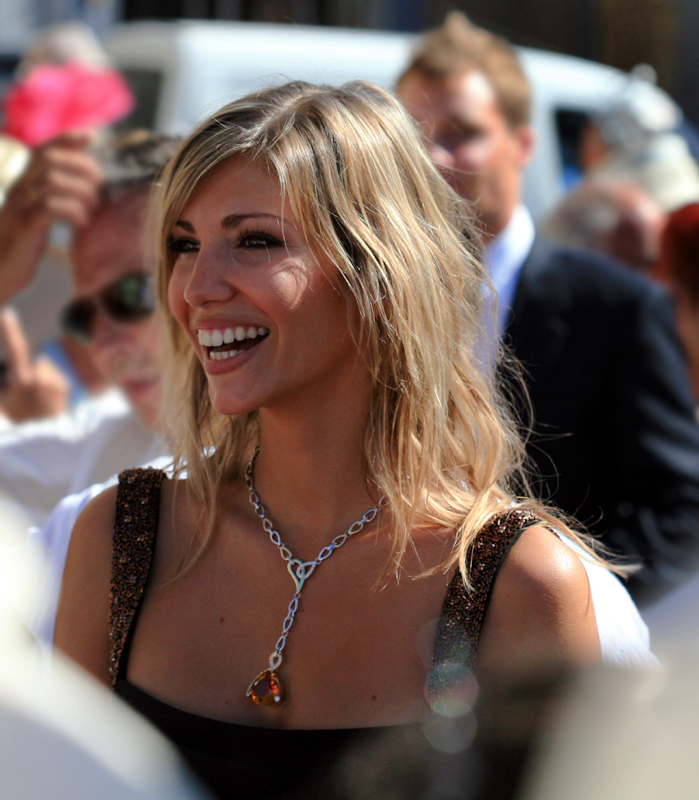
Miss Languedoc 2005 y Miss Francia 2006 Alexandra Rosenfeld
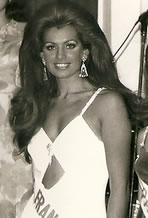
Miss Languedoc-Rosellón 1970 y Miss Francia 1971 Myriam Stocco
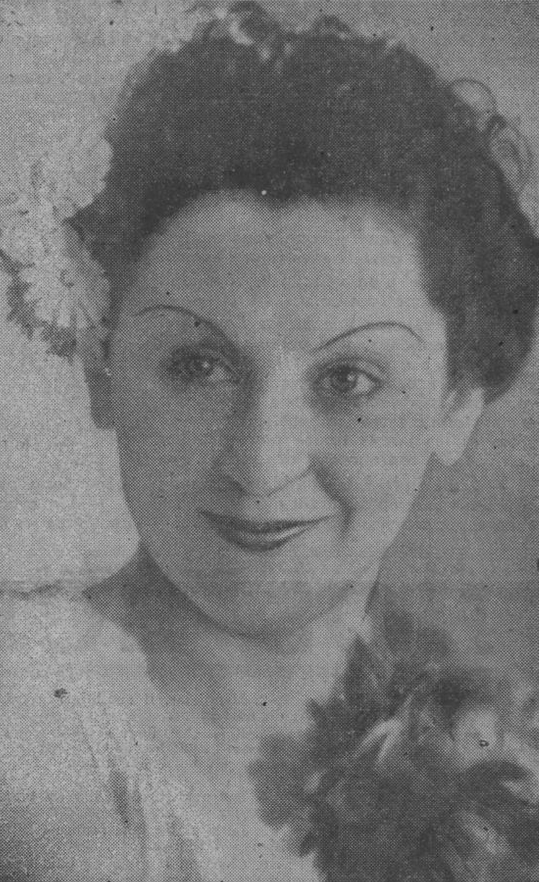
Miss Rosellón 1937 y Miss Francia 1938 Annie Garrigues
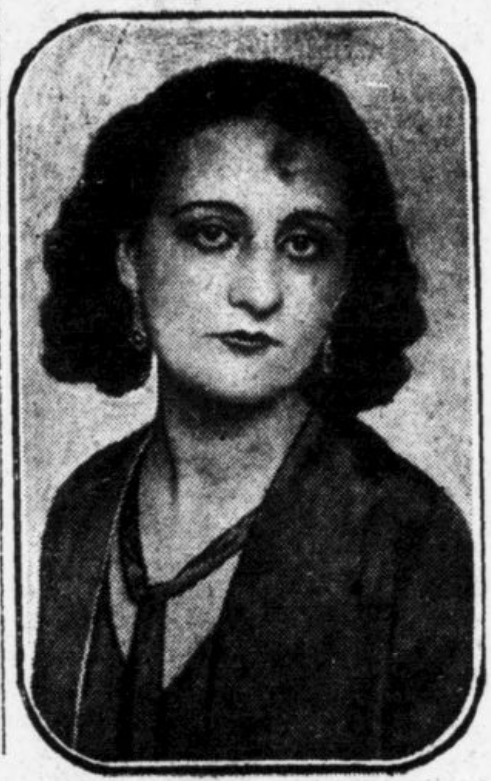
Miss Languedoc-Rosellón 1928 y Miss Francia 1929 Madeleine Mourgues

## Ganadoras
| Año  | Nombre              | Edad | Altura          | Ciudad natal    | Posición en Miss Francia | Notas                                                  |
| ---- | ------------------- | ---- | --------------- | --------------- | ------------------------ | ------------------------------------------------------ |
| 2024 | Jade Benazech       | 18   | 1,82 m (6′ 0″)  | Sallèles-d'Aude |                          |                                                        |
| 2023 | Maxime Teissier     | 20   | 1,73 m (5′ 8″)  | Montpellier     | Cuarta finalista         |                                                        |
| 2022 | Cameron Vallière    | 23   | 1,74 m (5′ 9″)  | Nîmes           | Top 15                   |                                                        |
| 2015 | Léna Stachurski     | 20   | 1,74 m (5′ 9″)  | Roquemaure      | Top 12                   |                                                        |
| 2014 | Marie Fabre         | 22   | 1,70 m (5′ 7″)  | Lattes          |                          |                                                        |
| 2013 | Anaïs Franchini     | 22   | 1,75 m (5′ 9″)  | Narbonne        | Top 12                   |                                                        |
| 2012 | Emmanuelle Fabre    | 22   | 1,73 m (5′ 8″)  | Gignac          |                          |                                                        |
| 2011 | Alison Cossenet     | 19   | 1,72 m (5′ 8″)  | Cournonsec      | Top 12 (6.ª finalista)   |                                                        |
| 2010 | Jenna Sylvestre     | 22   | 1,71 m (5′ 7″)  | Montpellier     | Primera finalista        |                                                        |
| 2009 | Manon Ricci         | 18   | 1,73 m (5′ 8″)  | Montpellier     |                          |                                                        |
| 2006 | Stéphanie Pomarès   | 20   | 1,76 m (5′ 9″)  | Lattes          |                          |                                                        |
| 2005 | Alexandra Rosenfeld | 18   | 1,73 m (5′ 8″)  | Saint-Thibéry   | Miss Francia 2006        | Compitió en Miss Universo 2006 y ganó Miss Europa 2006 |
| 2002 | Ismaëlle Allouane   |      |                 | Bellegarde      |                          |                                                        |
| 2001 | Agnès Fouques       |      |                 | Alès            | Top 12                   |                                                        |
| 2000 | Raphaelle Navarro   |      |                 | Montpellier     | Top 12                   |                                                        |
| 1999 | Carine Balestié     | 18   | 1,72 m (5′ 8″)  | Lattes          |                          |                                                        |
| 1998 | Séverine Perpina    | 18   | 1,74 m (5′ 9″)  | Mireval         |                          |                                                        |
| 1997 | Céline Gimbert      | 18   | 1,80 m (5′ 11″) | Béziers         | Top 12                   |                                                        |
| 1996 | Carole Pagès        |      |                 |                 |                          |                                                        |
| 1995 | Laurence Bergonnier |      |                 |                 |                          |                                                        |
| 1994 | Cynthia Kastener    | 22   |                 |                 |                          |                                                        |
| 1993 | Myriam Girardier    |      |                 |                 |                          |                                                        |
| 1992 | Céline Muratore     | 18   |                 |                 |                          |                                                        |
| 1991 | Stéphanie Santa     |      |                 |                 |                          |                                                        |
| 1990 | Catherine Galière   |      |                 |                 |                          |                                                        |
| 1989 | Sophie Bonnier      |      |                 |                 |                          |                                                        |
| 1988 | Sophie Lustro       |      |                 |                 |                          |                                                        |
| 1987 | Laurence Aimable    |      |                 |                 |                          |                                                        |
| 1986 | Nathalie Thérond    |      |                 |                 |                          |                                                        |
| 1985 | Cathy Billaudeau    |      |                 |                 | Primera finalista        |                                                        |
| 1983 | Lætitia Guirodou    |      |                 |                 | Cuarta finalista         |                                                        |
| 1979 | Florence Dourdou    |      |                 |                 | Primera finalista        |                                                        |
| 1978 | Martine David       |      |                 |                 | Primera finalista        |                                                        |
| 1976 | Myriam Sokja        |      |                 |                 |                          |                                                        |

### Miss Languedoc-Rosellón
| Año  | Nombre             | Edad | Altura          | Ciudad natal  | Posición en Miss Francia | Notas                                                   |
| ---- | ------------------ | ---- | --------------- | ------------- | ------------------------ | ------------------------------------------------------- |
| 2021 | Marion Ratié       | 20   | 1,72 m (5′ 8″)  | Redessan      | Top 15                   |                                                         |
| 2020 | Illana Barry       | 19   | 1,76 m (5′ 9″)  | Aigues-Mortes |                          |                                                         |
| 2019 | Lucie Caussanel    | 18   | 1,80 m (5′ 11″) | Montblanc     |                          |                                                         |
| 2018 | Lola Brengues      | 19   | 1,77 m (5′ 10″) | Congénies     | Top 12                   |                                                         |
| 2017 | Alizée Rieu        | 21   | 1,73 m (5′ 8″)  | Vallabrix     | Top 12                   |                                                         |
| 2016 | Aurore Kichenin    | 22   | 1,74 m (5′ 9″)  | Jacou         | Primera finalista        | Top 5 en Miss Mundo 2017                                |
| 2008 | Cindy Filipiak     | 22   | 1,78 m (5′ 10″) | Perpignan     |                          |                                                         |
| 2007 | Florence d'Odorico | 21   | 1,82 m (6′ 0″)  | Nîmes         |                          |                                                         |
| 2004 | Charlotte Ledet    | 20   | 1,72 m (5′ 8″)  |               |                          |                                                         |
| 2003 | Stéphanie Gamba    |      |                 |               |                          |                                                         |
| 1970 | Myriam Stocco      |      |                 | Beaucaire     | Miss Francia 1971        | Top 12 en Miss Universo 1971 y Top 7 at Miss Mundo 1971 |
| 1928 | Madeleine Mourgues | 22   |                 |               | Miss Francia 1929        |                                                         |

### Miss Cévennes
De los años 1990 a los años 2000, la región también coronó a una representante con el título de Miss Cévennes.
| Año  | Nombre             | Edad | Altura          | Ciudad natal | Posición en Miss Francia | Notas |
| ---- | ------------------ | ---- | --------------- | ------------ | ------------------------ | ----- |
| 2002 | Sophie Larmignat   |      |                 |              |                          |       |
| 2001 | Sophie Pépin       |      |                 | Caveirac     |                          |       |
| 2000 | Estelle Rouquette  |      |                 | Frontignan   | Top 12 (6.ª finalista)   |       |
| 1999 | Sabrina Dubois     | 18   | 1,81 m (5′ 11″) | Anduze       | Top 12                   |       |
| 1998 | Christelle Goeury  | 22   | 1,78 m (5′ 10″) |              |                          |       |
| 1997 | Laurence Lamy      | 18   | 1,72 m (5′ 8″)  | Nîmes        |                          |       |
| 1995 | Anne-Laure Bastide |      |                 |              | Top 12                   |       |
| 1994 | Karine Saysset     |      |                 |              |                          |       |

### Miss Littoral Sud
De los años 1980 a los años 1990, la región también coronó a una representante con el título de Miss Littoral Sud.
| Año  | Nombre           | Edad | Altura | Ciudad natal | Posición en Miss Francia | Notas |
| ---- | ---------------- | ---- | ------ | ------------ | ------------------------ | ----- |
| 1992 | Sandra Praduroux | 22   |        |              | Cuarta finalista         |       |
| 1991 | Lucille Viguier  |      |        |              |                          |       |
| 1990 | Catherine Cambon |      |        |              |                          |       |
| 1989 | Florence Olivier |      |        |              | Cuarta finalista         |       |
| 1988 | Carole Mondon    |      |        |              |                          |       |
| 1987 | Caroline Bruno   |      |        |              |                          |       |
| 1985 | Françoise Torres |      |        |              |                          |       |

### Miss Grande Motte
De los años 1970 a los años 1980, la región también coronó a una representante con el título de Miss Grande Motte.
| Año  | Nombre            | Edad | Altura | Ciudad natal | Posición en Miss Francia | Notas |
| ---- | ----------------- | ---- | ------ | ------------ | ------------------------ | ----- |
| 1987 | Roseline Casal    |      |        |              | Top 12                   |       |
| 1979 | Véronique Crouail |      |        |              |                          |       |
| 1978 | Florence Dourdou  |      |        |              |                          |       |
| 1977 | Béatrice Ladenos  |      |        |              |                          |       |
| 1976 | Corinne Maury     |      |        |              |                          |       |

### Miss Camargue-Cévennes
De 2003 a 2005, la región también coronó a una representante bajo el título de Miss Camargue-Cévennes.
| Año  | Nombre               | Edad | Altura         | Ciudad natal | Posición en Miss Francia | Notas                               |
| ---- | -------------------- | ---- | -------------- | ------------ | ------------------------ | ----------------------------------- |
| 2005 | Marie-Charlotte Méré | 18   | 1,76 m (5′ 9″) | Carcassonne  | Top 12                   | Compitió en Miss Internacional 2006 |
| 2004 | Cindy Martinez       |      |                | Alès         | Top 12                   |                                     |
| 2003 | Laure Mazon          |      |                |              | Top 12 (5.ª finalista)   |                                     |

### Miss Lozère
En 1970, el departamento de Lozère coronó a su propia representante de Miss Francia.
| Año  | Nombre            | Edad | Altura | Ciudad natal | Posición en Miss Francia | Notas |
| ---- | ----------------- | ---- | ------ | ------------ | ------------------------ | ----- |
| 1970 | Françoise Saubert |      |        |              |                          |       |

### Miss Toulouse-Languedoc
En 1968, las regiones de Languedoc-Rosellón y Mediodía-Pirineos coronaron a una representante común con el título de Miss Toulouse-Languedoc.
| Año  | Nombre        | Edad | Altura | Ciudad natal | Posición en Miss Francia | Notas |
| ---- | ------------- | ---- | ------ | ------------ | ------------------------ | ----- |
| 1968 | Violette Pena |      |        |              | Cuarta finalista         |       |